# ریشه‌دندان‌سانان
ریشه‌دندان‌سانان (نام علمی: Rhizodontidae) نام یک تیره از رده گوشتی‌بالگان است.